# 19e étape du Tour d'Italie 2013
La 19e étape du Tour d'Italie 2013 devait se dérouler le vendredi 24 mai 2013 entre Ponte di Legno et Val Martello. Originellement, d'une distance de 139 km, elle devait voir les coureurs franchir le plus haut sommet (la Cima Coppi) de cette 96e édition du Tour d'Italie, le col du Stelvio situé à 2 758 m d'altitude. Ce dernier correspondait à la deuxième ascension de la journée, après le col de Gavia (1re catégorie) et avant la montée finale sur Val Martello (1re catégorie). En raison des mauvaises conditions météorologiques et de la neige, les organisateurs ont pris la décision la veille au soir de remplacer les deux premières ascensions par le passo del Tonale et le passo Castrin : l'étape est rallongée à 160 km. Finalement, le matin du départ, l'étape est annulée pour les mêmes raisons par les organisateurs.

## Abandon
- Danilo Di Luca (Vini Fantini-Selle Italia) : exclu[3]